# Девід Емма
Девід Емма (англ. David Emma, нар. 14 січня 1969, Кренстон) — американський хокеїст, що грав на позиції крайнього нападника. Грав за збірну команду США.

## Ігрова кар'єра
Професійну хокейну кар'єру розпочав 1991 року.
1989 року був обраний на драфті НХЛ під 110-м загальним номером командою «Нью-Джерсі Девілс».
Протягом професійної клубної ігрової кар'єри, що тривала 11 років, захищав кольори команд «Нью-Джерсі Девілс», «Бостон Брюїнс», «Клагенфурт» та «Флорида Пантерс».
Виступав за збірну США.